# Alopia mafteiana
Alopia mafteiana is een slakkensoort uit de familie van de Clausiliidae. De wetenschappelijke naam van de soort werd voor het eerst geldig gepubliceerd in 1967 door Grossu.